# ムーレ・オ・ロムスダール県

ムーレ・オ・ロムスダール県
Møre og Romsdal fylke

ムーレ・オ・ロムスダール県（Møre og Romsdal [ˈmøːrə o ˈrʊmsdɑːl] ( 音声ファイル)）はノルウェーの県。ヴェストラン地方の最北部にある。東にソール・トロンデラーグ県、南にオップラン県、西にソグン・オ・フィヨーラネ県、北にノルウェー海と接している。県庁所在地はモルデ。ロムスダール県として一般的に知られている。

## 名称・県章
ムーレ・オ・ロムスダールという名称は1936年に付けられた。ムーレはノールムーレとサンムーレの両地域を表し、ロムスダールはロムスダール地域を表している。1919年まではこの県はロムスダール県と呼ばれており、1919年から1935年まではムーレ県と呼ばれていた。
県章は1978年に決められたもので、3つのマークはそれぞれバイキングの船を表しておりマストが十字を表す。
3つのマークがそれぞれサンムーレ、ロムスダール、ノールムーレの三地域を表す。

## 地域
この県は慣習的に3つの地域に分けられる。
ノールムーレ、ロムスダール、サンムーレがそれぞれ北部、中部、南部となっている。商業的、文化的な関係にもかかわらず、地域の間には伝統的な競争意識がある。歴史的に、ノールムーレはソール・トロンデラーグ県と関係が強く、ロムスダールはオップラン県、サンムーレはソグン・オ・フィヨーラネ県との関係が深い。地域間の方言の違いがこれを如実に表している。地理的特徴ゆえ、この県は人口の多い島を多く持っており、いくつかの深いフィヨルドがある。海上交通に依存しており、その多くがカーフェリーの会社である。MRF社は1921年から存続している。
| - ノールムーレ Aure Averøy Eide Frei Gjemnes Halsa クリスチャンスン リンダル（Rindal） Smøla Sunndal Surnadal Tingvoll | - ロムスダール Aukra Fræna Midsund モルデ（Molde） Nesset ラウマ（Rauma） Sandøy Vestnes | - サンムーレ Giske Haram Hareid Herøy ノールダル（Norddal） Sande Skodje Stordal Stranda Sula Sykkylven Ulstein Vanylven Volda Ørskog Ørsta オーレスン |